# 伊歐西歐德
在托爾金（J. R. R. Tolkien）的小說裡，伊歐西歐德（Éothéod）是其中一支北方人（Northmen），他們也是洛汗人（Rohirrim）的祖先。
第三紀元期間，安格馬（Angmar）覆亡，為了躲避東方人（Easterlings）和半獸人（Orcs）的侵擾，北方人在國王佛魯格馬（Frumgar）的帶領下，移遷到朗威爾河（Langwell）和灰林河（Greylin）附近，那裡是安都因河（Anduin）的發源地，接近伊瑞德米斯林（Ered Mithrin）及迷霧山脈（Misty Mountains）的接壤處。
佛魯格馬之子佛蘭（Fram）登位後，殺死了巨龍史卡沙（Scatha The Worm）。伊歐西歐德的首都亦以其榮譽命名為佛蘭斯堡（Framsburg）。佛蘭之子李歐德（Léod）嘗試馴服費樂羅夫（Felaróf）時死亡。李歐德之子伊歐（Eorl the Young）成功馴服該馬，成為首匹洛汗驃騎王專用的神駒。
剛鐸宰相（Steward of Gondor）西瑞安（Cirion）執政時，東方人入侵，西瑞安遣使至伊歐西歐德的首都求援。國王伊歐應援，並率領大部分伊歐西歐德人前往救援。驃騎王的軍隊抵達凱勒布蘭特平原（Field Of Celebrant）。擊敗敵人後，剛鐸（Gondor）以伊歐西歐德守衛人口甚少的卡蘭納宏（Calenardhon）作為賞賜。
三個月後，伊歐誓言兩國永遠友好，伊歐西歐德人已全部遷至卡蘭納宏。
伊歐西歐德人自稱為艾利剛（Eorlingas）或伊歐追隨者（followers of Eorl），在辛達林語中，他們便是著名的洛汗人，他們的國家叫驃騎國洛汗（Rohan）。
伊歐西歐德這名稱是譯自盎格魯-薩克遜語的Rohirric Lohtûr， Rohirric的「loho-」 對應盎格魯-薩克遜語的，「éo-」，意即「馬」。